# Akvatint

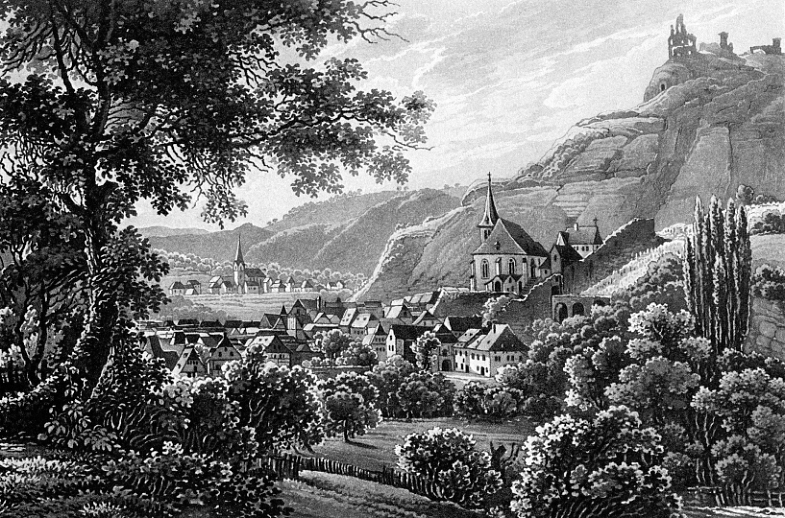
Trarbach, Traben und die Gräfinburg. Akvatint av Karl Bodmer.

Akvatint eller akvatintlavyr är en grafisk teknik som bygger på principen djuptryck. I likhet med etsningstekniken utnyttjar akvatint syra.
Akvatint skapas från en kopparplåt som pudrats med ett harts- eller asfaltpulverlager. Plåten hettas därefter upp så att kornen smälter fast och får sedan kallna. Etsningen sker genom att motivet målas på med en pensel doppad i syra vilket ger mjuka valörer.
Metoden uppfanns av fransmannen Jean-Baptiste Le Prince år 1768. Benämningen används också om en i vatten upplöst laveringsfärg av bister (brun), sepia (gråbrun färg)eller tusch.
Även Jean-François Janinet och Per Floding har menats oberoende av Le Prince utvecklat tekniken. Le Prince tryckte sina akvatinter i svart.